# Sammy Swindell
Sammy Swindell (ur. 26 października 1955 roku w Germantown) – amerykański kierowca wyścigowy.

## Życiorys
Swindell rozpoczął karierę w międzynarodowych wyścigach samochodowych w 1975 roku od startów w All Star Super Sprinty Series, gdzie jednak nie zdobywał punktów. W późniejszym okresie Amerykanin pojawiał się także w stawce World of Outlaws – Sprintcar, USAC National Silver Crown, Knoxville Raceway Championship Cup 410 Sprint Series, USAC National Sprint Car Series, All Star Circuit of Champions – Sprintcars, All Star Circuit of Champions – Sprintcars, NASCAR Busch Series, CART Indy Car World Series, NASCAR Winston Cup, American Racing Series, Original Chili Bowl Indoor Midget Nationals, Annual Chili Bowl Nationals, NASCAR Truck Series, Weld Racing USAC Silver Crown Series, Parramatta City Raceway – Sprintcars Championship, National Sprint Tour, Annual Lucas Oil Chili Bowl Midget Nationals – Creek Nation Casino Wednesday Qualifier, American Bank of Oklahoma ASCS Sooner Region Series, ASCS Gulf South Regional Series, Lucas Oil ASCS Sprint Car Dirt Series, O'Reilly All Star circuit of Champions – Sprintcar, Premier Chevy Dealers World Challenge, NZ International Sprintcar Series, Premiere Chevy Dealers World Challenge, Ace Concrete Cutting New Zealand Sprint Car Championship, Western Springs Speedway – International Midget Series, Porter Hire/Hydraulink International Sprintcar Series, Speedway Motors Central PA Sprint Car Point Series, Redpaths Electrical NZ Sprintcar Championship, Western Springs Speedway – Midgets, Central PA 410 Sprint Car Point Series oraz FVP National Sprint League.
W CART Indy Car World Series Swindell startował w latach 1985-1987. Najlepszy wynik Amerykanin osiągnął w 1986 roku, kiedy uzbierane cztery punkty dały mu 28 miejsce w końocwej klasyfikacji kierowców.